# Gemma Contreras
Gemma Lilian Contreras Bustamante (Curicó; 28 de octubre de 1956) es una periodista chilena.

## Trayectoria
Estudió en la Universidad de Chile y la Escuela de Periodismo.
Durante la década de 1980 fue periodista de Radio Cooperativa obteniendo la frase del general Fernando Matthei el cual indicaba que había ganado la opción no en el plebiscito del 5 de octubre de 1988.
Desde marzo de 1997 hasta junio de 2001 fue directora de prensa de Radio Cooperativa. De julio de 2001 a agosto de 2003 ocupó la Dirección de los Servicios Informativos de Televisión Nacional de Chile (TVN).
Contrajo matrimonio con Fernando Alarcón, con quien tiene dos hijos.
En 1997 fue condecorada con el Premio Lenka Franulic.